# Ataque con misiles de Lisichansk de 2024
El 3 de febrero de 2024 las fuerzas armadas ucranianas bombardearon Lisichansk, localidad del óblast ucraniano de Lugansk ocupada desde 2022 por las fuerzas rusas en el marco de la invasión a Ucrania e incorporada a la autoproclamada República Popular de Lugansk y posteriormente a Rusia.
Uno de los misiles impactó en una cafetería en la que perdieron la vida 28 civiles, entre los que se encontraban tres miembros de la administración de Lugansko.

## Trasfondo
En abril de 2014, Lisichansk formó parte de los territorios que se sublevaron contra el nuevo gobierno de Ucrania tras el derrocamiento de Víktor Yanukóvich. En julio de se año el ejército ucraniano expulsó a los separatistas prorrusos de Lisichansk tras duros combates y la ciudad quedó bajo control de Kiev.
En julio de 2022 Lisichansk fue el escenario de una batalla que duró una semana hasta su captura por el ejército ruso y las milicias separatistas. Posteriormente se remplazaría el gobierno local por otro afín a Rusia.

## Ataque
El lugar atacado fue inicialmente identificado como una panadería y poco después como un restaurante. Un bloguero de guerra confirmó que se trataba de la cafetería Adriatica.
Eduard Sakhnenko, alcalde de Lisichansk, declaró que el ataque se cobró la vida de veintiocho civiles. Entre las víctimas figuran un niño y tres políticos locales, incluyendo un miembro de la rama ejecutiva.
El ataque con misiles tuvo como objetivo el café Adriatica durante las celebraciones del cumpleaños de Ivan Zhushma, colaborador local y miembro de la legislatura de la RP de Lugansk. La agencia de noticias estatal rusa RIA Novosti declaró que el ataque mató a varios miembros de la administración de la república, entre ellos:
- Alexey Poteleschenko - Ministro de Situaciones de Emergencia de la República Popular de Lugansk.[1]
- Artem Trostyansky - Miembro del Consejo Popular de la República Popular de Lugansk.[1]
- Ivan Zhushma - Miembro del Consejo Popular de la República Popular de Lugansk.[1]

## Reacciones
El Estado Mayor de las Fuerzas Armadas ucranianas se negó a hacer declaraciones sobre el ataque.
Las autoridades rusas calificaron la acción de "terrorista"  y declararon el día siguiente de luto oficial.
El 6 de febrero tuvo lugar una reunión del Consejo de Seguridad de la ONU a petición de Rusia, que pidió una condena del ataque. En dicha reunión, el representante de Estados Unidos dijo que las muertes eran responsabilidad de Rusia por haber invadido Ucrania.